# Lijst van rivieren in Nunavut
Dit is een lijst van rivieren in de Nunavut, een provincie van Canada. De rivieren in deze provincie stromen naar twee drainagebekkens: de Noordelijke IJszee en de Atlantische Oceaan. 

## Rivieren naar drainagebekken
De rivieren in deze lijst zijn geordend naar drainagebekken en de opeenvolgende zijrivieren zijn ingesprongen weergegeven onder de naam van elke hoofdrivier.

### Stromend naar de Noordelijke IJszee
- Beaufortzee
  - Great Bear Lake (Northwest Territories)
    - Bloody
    - Dease

  - Horton
- Viscount Melville Sound
  - Nanook (Victoria-eiland)
- Golf van Amundsen
  - Hornaday
  - Roscoe
  - Croker
  - Harding
  - Kagloryuak (Victoria-eiland)
- Dolphin and Union Strait
  - Hoppner
- Coronationgolf
  - Rae
  - Richardson
  - Coppermine
  - Asiak
  - Tree
  - Hood
  - Kugaryuak
    - James

  - Burnside
    - Mara

  - Western
  - Napaaktoktok
- Dease-straat
  - Ekalluk
  - Hargrave
- Queen Maudgolf
  - Ellice
  - Perry (Kuukyuak)
  - Armark
  - Simpson
  - McNaughton
  - Kaleet
- Rasmussen Basin
  - Back
    - Bullen
    - Consul
    - Baillie

  - Castor and Pollux
  - Hayes
  - Murchison
- Boothiagolf
  - Arrowsmith
  - Kellett
  - Curtis
- Sverdrupkanaal
  - Wolf
- Parrykanaal
  - Bacon

### Stromend naar de Atlantische Oceaan
- Hudsonbaai
  - Thlewiaza
  - Tha-anne
  - McConnell
  - Wilson
  - Kazan
    - Kunwak

  - Thelon
    - Dubawnt
    - Tammarvi

  - Quoich
  - Lorillard
  - Ferguson
  - Boas (Southamptoneiland)
  - Sutton (Southamptoneiland)
  - Ford (Southamptoneiland)
  - Copperneedle
  - Maguse
- Little Partridge
- Roes Welcome Sound
  - Borden
  - Gordon
  - Snowbank
- Baffinbaai (Baffineiland)
  - Clyde
  - Jungersen
  - Kogalu
  - McKeond
- Foxe Basin
  - Aua
  - Barrow
  - Cleveland (Southamptoneiland)
  - Gifford (Baffineiland)
  - Rowley (Baffineiland)
  - Isortog (Baffineiland)
  - Hantzsch (Baffineiland)
  - Koukdjuak (Baffineiland)
    - Isurtuq
    - Hone

  - Aukpar (Baffineiland)
  - Mary
- Straat Hudson
  - Soper
- Naresstraat
  - Ruggles
    - Lake Hazen
      - Turnabout

## Alfabetische lijst

### A
- Armark
- Arrowsmith
- Asiak
- Aua
- Aukpar

### B
- Back
- Bacon
- Baillie
- Barrow
- Bloody
- Boas
- Borden
- Bullen
- Burnside

### C
- Castor and Pollux
- Cleveland
- Clyde
- Consul
- Coppermine
- Copperneedle
- Croker
- Curtis

### D
- Dease
- Dubawnt

### E
- Ekalluk
- Ellice

### F
- Ferguson
- Ford
- Foxe Basin

### G
- Gifford
- Gordon

### H
- Hantzsch
- Harding
- Hargrave
- Hayes
- Hone
- Hood
- Hoppner
- Hornaday
- Horton

### I
- Isortog
- Isurtuq

### J
- James
- Jungersen

### K
- Kagloryuak
- Kaleet
- Kazan
- Kellett
- Kogalu
- Koukdjuak
- Kugaryuak
- Kunwak

### L
- Little Partridge
- Lorillard

### M
- Maguse
- Mara
- Mary
- McConnell
- McKeond
- McNaughton
- Murchison

### N
- Nanook
- Napaaktoktok

### P
- Perry (Kuukyuak)

### Q
- Quoich

### R
- Rae
- Richardson
- Roscoe
- Rowley
- Ruggles

### S
- Simpson
- Snowbank
- Soper
- Sutton

### T
- Tammarvi
- Tha-anne
- Thelon
- Thlewiaza
- Tree
- Turnabout

### W
- Western
- Wilson
- Wolf